# San Francisco Days
San Francisco Days — четвёртый студийный альбом американского музыканта Криса Айзека, выпущенный 13 апреля 1993 года. Альбом посвящён памяти Луи Бесона, который был музыкальным консультантом.

## Об альбоме
Все песни, как и на предыдущих альбомах Криса Айзека, записаны в стиле рокабилли и рок-н-ролл, а также в том же унылом и грустном настроении. Даже единственная ритмичная песня с альбома, «Lonely With a Broken Heart» (рус. Одинокий с разбитым сердцем), оставляет грустный и невеселый отзыв о себе.
С альбома было выпущено четыре сингла — «Can’t Do a Thing (to Stop Me)», «San Francisco Days», «Solitary Man», «Two Hearts». Диск спродюсировал Эрик Якобсен, песня «Solitary Man» является кавер-версией композиции Нила Даймонда".

## Список композиций
Все песни написаны Крисом Айзеком, за исключением отмеченных.
1. «San Francisco Days» — 2:58
2. «Beautiful Homes» — 3:49
3. «Round ‘N Round» — 4:27
4. «Two Hearts» — 3:33
5. «Can’t Do a Thing (to Stop Me)» (Крис Айзек, Брайан Эллиот) — 3:38
6. «Except the New Girl» — 3:20
7. «Waiting» — 3:41
8. «Move Along» — 4:01
9. «I Want Your Love» — 3:09
10. «5:15» — 3:09
11. «Lonely With a Broken Heart» — 3:08
12. «Solitary Man» (Нил Даймонд) — 2:37

## Чарты и сертификации

### Чарты
| Год  | Чарт                     | Наивысшая позиция |
| ---- | ------------------------ | ----------------- |
| 1993 | Austrian Albums Chart    | 31                |
| 1993 | Australian Albums Chart  | 20                |
| 1993 | German Albums Chart      | 46                |
| 1993 | Dutch Albums Chart       | 14                |
| 1993 | New Zealand Albums Chart | 15                |
| 1993 | Norwegian Albums Chart   | 7                 |
| 1993 | Swedish Albums Chart     | 32                |
| 1993 | Swiss Albums Chart       | 26                |
| 1993 | UK Albums Chart          | 7                 |
| 1993 | US Billboard 200         | 35                |

| Страна                | Сертификация |
| --------------------- | ------------ |
| США (RIAA)            | Золотой      |
| Канада (Music Canada) | Золотой      |

## В записи участвовали
- Крис Айзек — вокал, гитара
- Джеймс Калвин Уилси — гитара
- Роланд Сэлли — бас, вокал
- Кенни Дэйл Джонсон — ударные, вокал
- Джимми Пью — орган Хаммонда B3 в «I Want Your Love»
- Джефф Уотсон — гитара